# Zwangerschapsmisselijkheid
Zwangerschapsmisselijkheid is een normaal verschijnsel in de eerste 16 weken van de zwangerschap. De misselijkheid wordt mogelijk veroorzaakt door de hormonenschommeling, stressfactoren kunnen de misselijkheid verergeren. Ruim 60% van de zwangeren heeft in meer of mindere mate last van misselijkheid en braken.
Wanneer er sprake is van ernstig braken leidend tot uitdroging (dehydratie), ketonurie, gewichtsverlies, moeite met dagelijkse activiteiten en soms zelfs hartritmestoornissen en leverfunctiestoornissen, lijdt de zwangere aan hyperemesis gravidarum oftewel overmatig zwangerschapsbraken. In het geval van hyperemesis wordt de zwangere vrouw opgenomen in het ziekenhuis voor verder onderzoek en rehydratie met behulp van een infuus.
Over het algemeen zal de misselijkheid medicamenteus behandeld worden met anti-emetica zoals emesafene (een combinatie van meclozine en pyridoxine), metoclopramide of ondansetron. Soms is het ook met medicijnen niet mogelijk om voldoende voedingsstoffen binnen te krijgen. Dan kan drinkvoeding of sondevoeding worden voorgeschreven. Het voordeel van sondevoeding is dat de benodigde voeding langzaam in de maag komt waardoor de braakreflex minder geactiveerd wordt.
Er zijn verschillende theorieën over het ontstaan van hyperemesis gravidarum en ieder jaar verschijnen er weer nieuwe. Er is echter, wetenschappelijk gezien, weinig bekend over de oorzaak van de ziekte. Ook onderzoek naar verdere behandeling van deze ziekte is lastig. Daardoor komt het voor dat gewenste zwangerschappen worden afgebroken om fysieke of psychische redenen. Hyperemesis gravidarum heeft invloed op de toekomstige kinderwens van vrouwen. Het is niet bekend om hoeveel vrouwen het hier gaat. Vrouwen kunnen alleen de eerste periode van de zwangerschap last hebben van hyperemesis gravidarum, maar dit kan ook tot het eind aanhouden.